# Jorge Fucile

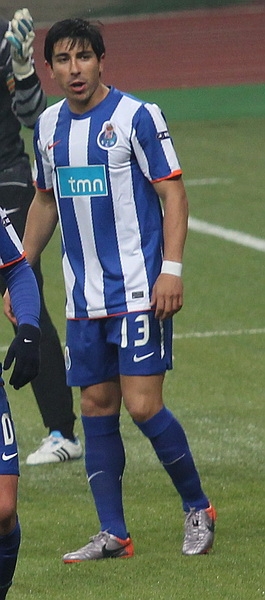
Jorge Fucile 2010

Jorge Fucile, vollständiger Name Jorge Ciro Fucile Perdomo, (* 19. November 1984 in Montevideo) ist ein ehemaliger uruguayischer Fußballspieler. Während er im Verein auf der rechten Seite spielte, agierte er in der Nationalmannschaft zumeist links in der Viererkette.

## Karriere

### Im Verein
Nachdem er seine Karriere 2002 bei Liverpool Montevideo begann und dort für ihn in seinem ersten Jahr in Apertura und Clausura elf Einsätze (kein Tor) belegt sind, wurde er 2006 zunächst ein Jahr an den FC Porto verliehen. Nach einer guten Saison in der SuperLiga überzeugte er Trainer Jesualdo Ferreira bei 18 Einsätzen (ein Tor), so dass man ihn für eine Ablösesumme von 600.000 Euro fest verpflichtete und mit einem Vertrag bis 2010 ausstattete. Bis zum Ende der Saison 2009/2010 sind 59 weitere Einsätze (kein Tor) für Fucile in Portos höchster Spielklasse belegt. Im September 2010 wurde seine Vertragsverlängerung bis 2014 vermeldet und später eine Vertragslaufzeit bis Juni 2014 bestätigt. In den Saisons 2010/11 und 2011/12 kamen 16 bzw. sieben weitere Partien in der ersten portugiesischen Spielklasse hinzu.
Insgesamt absolvierte er für Porto über 150 offizielle Partien, hatte jedoch zuletzt unter Trainer Vítor Pereira einen schweren Stand.
Anfang 2012 wurde er an den FC Santos für das komplette Kalenderjahr ausgeliehen. Dort kam er verletzungsbedingt lediglich zu neun Einsätzen (kein Tor) im Campeonato Paulista. Es folgte die Rückkehr nach Portugal. Im März 2013 kehrte er aufgrund der Verletzung von sieben Spielern vorübergehend in die Erste Mannschaft Portos zurück. In der Spielzeit 2013/14 sind jeweils ein weiterer Liga-Einsatz in der Erstligamannschaft, ein Spiel im nationalen Pokalwettbewerb und eine absolvierte Partie beim in der Liga de Honra spielenden Reserveteam registriert. Nach Meldungen der portugiesischen Presse wurde der zuvor lange Zeit verletzte Fucile Anfang November 2013 aus der Profi-Mannschaft aussortiert. Dem ging eine heftige Diskussion mit Trainer Paulo Fonseca voraus, in der Fucile seine Nichtberücksichtigung trotz Wiedergenesung und Nominierungen für die Nationalmannschaft zur Sprache brachte. Zur Saison 2014/15 wechselte er zurück in seine uruguayische Heimat und einigte sich mit Nacional Montevideo auf einen Vertrag über zwei Spielzeiten mit Option auf eine dritte. In der Saison 2014/15, die Nacional als Uruguayischer Meister abschloss, wurde er in sieben Erstligaspielen (kein Tor) eingesetzt. Während der Spielzeit 2015/16, in der er Anfang Januar 2016 seinen ausgelaufenen Vertrag um ein Jahr mit Verlängerungsoption um denselben Zeitraum ausdehnte, absolvierte er 21 Erstligabegegnungen (kein Tor), drei Partien (kein Tor) in der Copa Sudamericana 2015 und acht Spiele (kein Tor) in der Copa Libertadores 2016. In der Saison 2016 wurde er in acht Erstligaspielen (kein Tor) eingesetzt und gewann mit den "Bolsos" seine zweite uruguayische Meisterschaft.

### In der Nationalmannschaft
Fucile debütierte am 24. Mai 2006 beim 2:0-Sieg im Freundschaftsspiel gegen Rumänien unter Trainer Óscar Tabárez mit einem Startelfeinsatz in der uruguayischen A-Nationalmannschaft. Mit der Nationalmannschaft nahm er an der Copa América 2007 in Venezuela teil. Auch wurde er von Nationaltrainer Óscar Tabárez in das Aufgebot für die Fußball-Weltmeisterschaft 2010 berufen. Im Verlaufe des Turniers wurde er fünfmal in der Startformation eingesetzt. Das Halbfinale gegen die Niederlande verpasste er jedoch aufgrund einer Gelb-Sperre. Bei der Weltmeisterschaft 2014 in Brasilien gehörte er ebenso wie auch bei der Copa América 2015 in Chile dem Aufgebot Uruguays an.
Insgesamt hat Fucile 49 Länderspiele absolviert, in denen er kein Tor erzielen konnte. Nach seinem 35. Länderspiel folgte von Februar 2012 bis August 2013 eine rund anderthalb Jahre währende Phase ohne Länderspieleinsatz.

## Erfolge
- UEFA Europa League: 2010/2011
- Portugiesische Meisterschaft: 2006/07, 2007/08, 2008/09, 2010/2011
- Uruguayischer Meister: 2014/15, 2016
- Portugiesischer Fußballpokal: 2008/09, 2009/10, 2010/11
- Portugiesischer Fußball-Supercup: 2009, 2010, 2011

## Sonstiges
- Neben der uruguayischen hält er auch die italienische Staatsbürgerschaft.